# Arecolina
L'arecolina è un alcaloide naturale ottenuto dalle noci di Betel, frutto della pianta Areca catechu. È un liquido oleoso, solubile in acqua, alcool ed etere.

## Attività
L'arecolina è conosciuta per avere effetti centrali comparabili a quelli della nicotina, con la quale condivide un'alta analogia di struttura. L'arecolina possiede attività agonista sui recettori muscarinici, in particolare sui recettori M1, M2, M3 e ciò ne spiega le caratteristiche parasimpaticomimetiche che essa evidenzia a livello del sistema nervoso centrale.

## Usi
In virtù della propria azione agonista sui recettori muscarinici, l'arecolina è stata studiata come possibile terapia nella cura dell'Alzheimer poiché sembra migliorare le capacità cognitive del malato. L'arecolina però possiede un legame estereo che rende la molecola facilmente idrolizzabile, perciò l'emivita risulta essere breve e ciò conferisce alla molecola un'attività farmacologica di limitata durata. Per questo l'arecolina è stata un composto capostipite  dal quale partire per ottenere altre molecole che possedessero una maggiore e più utile attività farmacologica. La modifica del gruppo estereo ha migliorato il profilo farmacologico, permettendo di ottenere molecole che  attualmente sono in fase di studio come talsaclidina, xanomelina, milamelina.
L'arecolina possiede anche attività antielmintica.